# Chaerephon solomonis
Chaerephon solomonis é uma espécie de morcego da família Molossidae. Pode ser encontrada nas Ilhas Salomão.